# Fruta

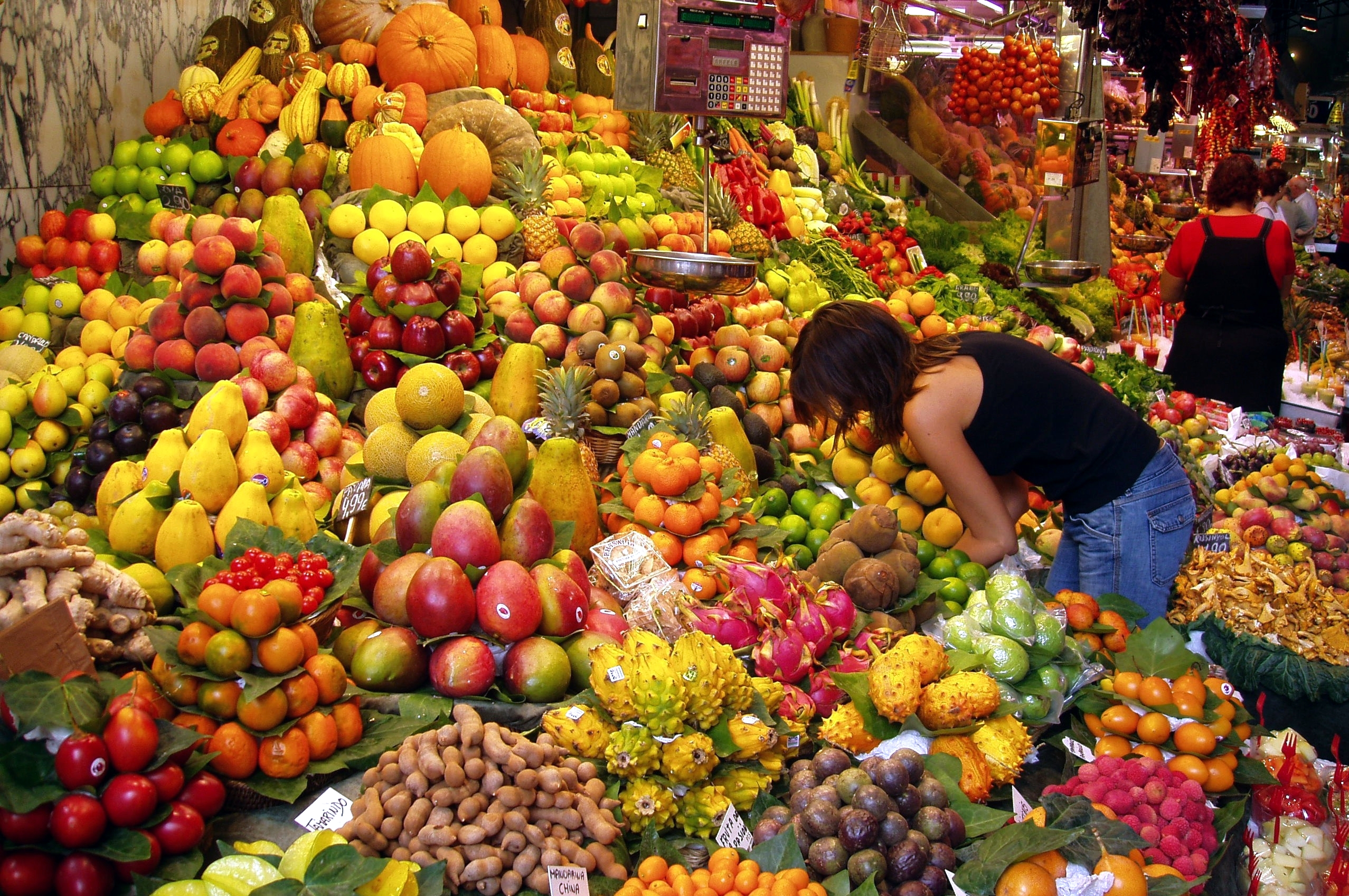
Frutería en un mercado de Barcelona.

Por fruta se entiende aquellos frutos comestibles obtenidos de plantas cultivadas o silvestres que, por su sabor generalmente dulce y acidulado, su aroma intenso y agradable, y sus propiedades nutritivas, suelen consumirse mayormente en su estado fresco, como jugo o como postre (y en menor medida, en otras preparaciones), una vez alcanzada la madurez organoléptica, o luego de ser sometidos a cocción.
La definición del diccionario de la Real Academia Española no es específica: "fruto comestible de ciertas plantas cultivadas; p. ej. la pera, la guinda, la fresa, etc." Sin embargo, por los ejemplos dados, se evidencia que el término fruta se refiere a frutos para uso prioritario (aunque no excluyente) como postre, producidos en su mayoría por plantas leñosas (es decir, árboles frutales; por ejemplo, manzano, peral, melocotonero o durazno, ciruelo, cerezo, albaricoquero o damasco, higuera, vid, naranjo, mandarino, limonero, mango, papaya, chirimoya, guayabo, etc.) o por plantas semileñosas (arbustos frutales; por ejemplo, arándano, zarzamora, frambuesa, etc.) y, en mucha menor medida, por plantas herbáceas (por ejemplo, frutilla o fresa, banano o plátano).
El consumo de fruta aporta pocas calorías y un porcentaje alto de agua (entre 80 y 95 % de su peso fresco), por lo que facilita la hidratación del organismo. Coadyuva al correcto funcionamiento del aparato digestivo por el aporte de fibra alimentaria. Salvo excepciones (por ejemplo, el coco y el aceite de palma obtenido del fruto de Elaeis guineensis), la fruta no aporta grasas saturadas. Algunas frutas son fuentes de ácidos grasos esenciales para el organismo, tales como los frutos secos y las paltas o aguacates. La fruta es además una fuente de energía importante para el organismo por su alto contenido en hidratos de carbono solubles de rápida disponibilidad.
Como alimento, la fruta realiza aportes a la dieta que son de suma importancia para la salud humana. En general, son ricas en vitaminas, sales minerales y antioxidantes. Algunas vitaminas y minerales, como la vitamina C y el potasio, dependen en buena medida de la fruta como fuentes de suministro. Existen frutas como la sandía o el melón que contienen un alto índice de agua.
Cabe destacar que algunas frutas al no poseer el característico sabor dulce o agridulce se consumen como hortalizas o verduras y muchos los clasifican como aquellas. Ejemplo de ello: el tomate, pimiento, pepino, berenjena, calabacín y calabaza. En efecto, la etimología del término verdura hace alusión a la forma de consumirlas cuando están verdes (no maduras).

## Clasificación
Hay diferentes formas de clasificar la fruta, según sea su tipo, la forma de recolección o el proceso de maduración.
- Según sea el fruto:
  - Fruta de hueso o carozo (drupas): aquellas que tienen una semilla encerrada en un endocarpio duro, esclerificado; como el damasco (albaricoque) o el durazno (melocotón).
  - Fruta de pepita o pomáceas: frutos derivados de un receptáculo engrosado, como la pera y la manzana, poseen 5 semillas sin cubiertas esclerificadas.
  - Fruta de grano: son las piezas de frutas resultantes de un receptáculo engrosado, cuyos frutos verdaderos (aquenios) presentan aspecto de semillas minúsculas en su interior. Tal es el caso del higo, fruto que recibe el nombre botánico de sicono.

- Según el tiempo desde su recolección hasta que es consumida:
  - Fruta fresca: cuando el consumo se realiza inmediatamente o a los pocos días de su recolección, de forma directa, sin ningún tipo de preparación o cocinado.
  - Fruta seca, desecada o pasa: es la fruta que, bien naturalmente o bien por un proceso de desecación artificial, tiene en su composición menos de un 50 % de agua,[4] y gracias a ello se puede consumir meses, e incluso años, después de su recolección como las nueces en general (incluyendo las castañas y las avellanas), los cacahuates, el cacao, las pasas o los orejones. No deben confundirse con los frutos secos.

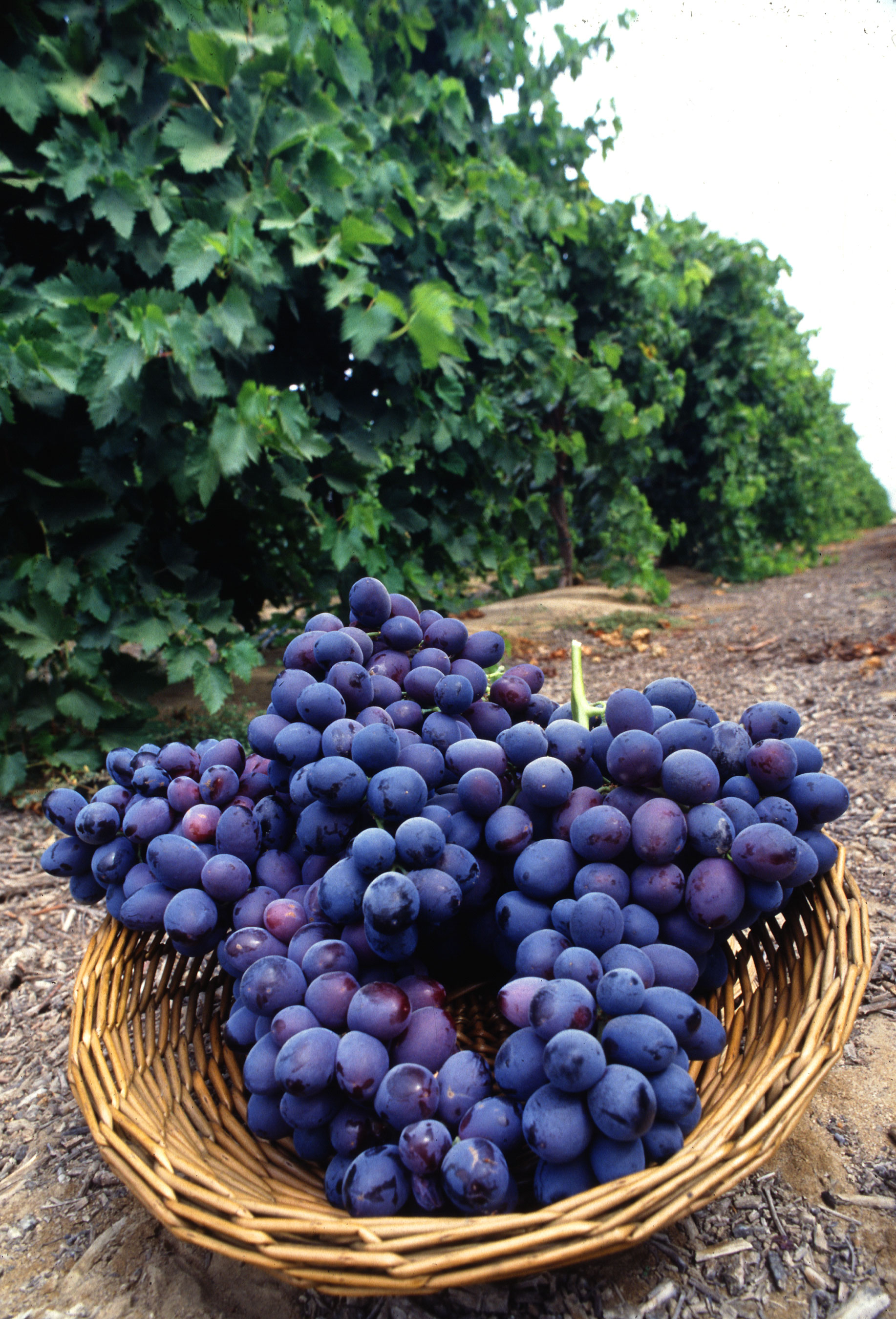
Las uvas, fruta mediterránea obtenida de la vid. Se trata de una típica fruta no climatérica.

- Según el tipo de maduración (en la maduración de la fruta puede producirse o no un incremento de la tasa respiratoria, acompañado de un incremento en la síntesis de etileno, que se denomina climaterio y que sirve para clasificarlas):[5]
  - Fruta climatérica: es aquella que muestra un incremento más o menos marcado en la tasa respiratoria y en la síntesis de etileno. Entre la fruta climatérica se cuenta: la manzana, la pera, el plátano o banana, el melocotón, el albaricoque, la ciruela japonesa,  el kiwi, la chirimoya, el caqui, la papaya, el guayabo, el falso guayabo, el higo, el mango, y la palta o aguacate, entre otras. Esta fruta evidencian una maduración coordinada por el etileno, que regula los cambios de color, sabor, textura y composición. Esta fruta suelen almacenar almidón (Leucoplastos) como hidrato de carbono de reserva durante su crecimiento. El almidón puede hidrolizarse durante la maduración dando lugar a azúcares simples que otorgan sabor a la fruta. Este proceso sucede aunque la fruta sea separada de la planta inmediatamente antes de madurar (estado preclimatérico). Por ello, se suele aprovechar este carácter para recolectar ese tipo de fruta en estado preclimatérico, para almacenarla en condiciones controladas de forma que la maduración no tenga lugar hasta el momento de la comercialización.
  - Fruta no climatérica, no presentan variaciones sustanciales en la tasa respiratoria o en la síntesis de etileno durante la maduración. Además, el etileno no coordina los cambios organolépticos principales (sabor, aroma, textura) durante la maduración. Entre la fruta no climatérica se encuentra: las cerezas en general, la fresa o frutilla, la naranja, el limón, la mandarina, la piña, y la uva, entre otras. Estos frutos no almacenan almidón antes de la maduración, razón por la cual no deben ser separados de la planta antes de alcanzar la madurez organoléptica. La recolección se debe realizar después de alcanzada la madurez, pues no mejoran su sabor y aroma luego de separadas de la planta.

Siempre, la velocidad de maduración y la vida en postcosecha no se asocia con el carácter climatérico o no climatérico de la fruta, sino con la respiración: cuanto mayor es la tasa respiratoria (constante o no), mayor es la perecibilidad de la fruta. Por ejemplo, la manzana es una fruta climatérica que evidencia un pico en la producción de etileno y en la tasa respiratoria durante su maduración. Sin embargo, su tasa respiratoria media-baja le asegura una vida en postcosecha más prolongada que la de algunos frutos no climatéricos, como las fresas, las zarzamoras o las frambuesas que poseen tasas respiratorias más elevadas.
Hay además, algunos grupos de fruta que se distinguen por tener ciertas características comunes:
- Fruta cítrica, aquella que se da en grandes arbustos o arbolillos perennes (entre 5 y 15 m) cuyo fruto o fruta, de la familia de las rutáceas, posee un alto contenido en vitamina C y ácido cítrico, el cual le proporciona un sabor ácido muy característico. Los ejemplos más conocidos son: la naranja, el Limón, la mandarina, la maracuyá, el pomelo y la lima.
- Fruta tropical, aquella que se da de forma natural en las regiones tropicales, aunque por extensión, se aplica a aquella fruta que necesita para su desarrollo unas temperaturas cálidas y una humedad alta, como la banana, el coco, la papaya, el kiwi, el mango y la piña.
- Frutos del bosque, un tipo de fruta pequeña que tradicionalmente no se cultivaba sino que crecían en arbustos silvestres en los bosques, como la frambuesa, fresa, la mora, la grosella, la zarzamora y la endrina.

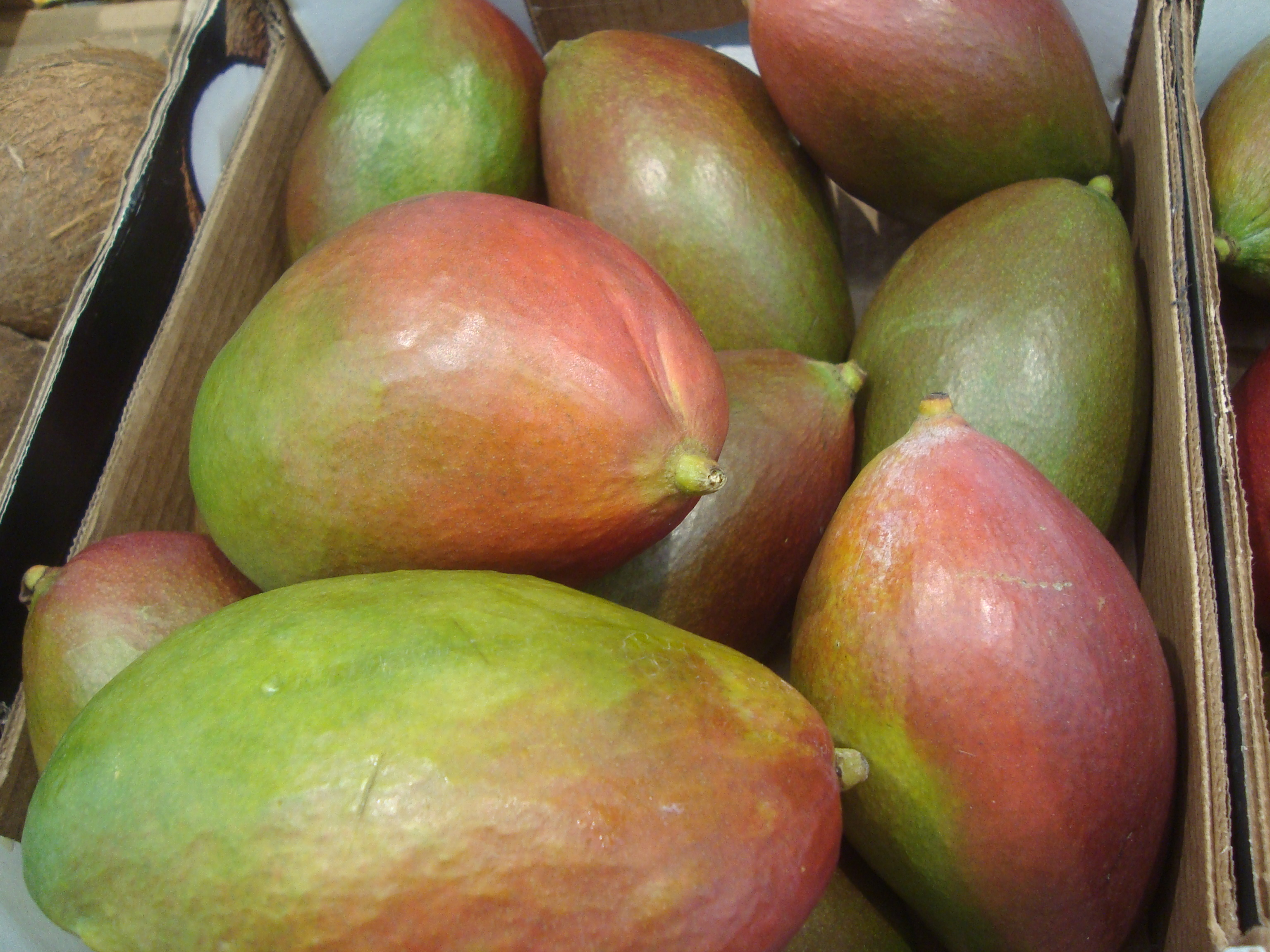
Mango o Manga. Fruta cítricas

- Mango o Manga. Fruta cítricasFruto seco, aquella que por su composición natural (sin manipulación humana) tiene menos de un 50 % de agua. Son alimentos muy energéticos, ricos en grasas, en proteínas, así como en oligoelementos. Las más conocidas son la almendra, la nuez, la avellana, el maní, el coco y las castañas. Es importante aclarar que en este caso lo que se consume no es el fruto sino la semilla.

## Composición

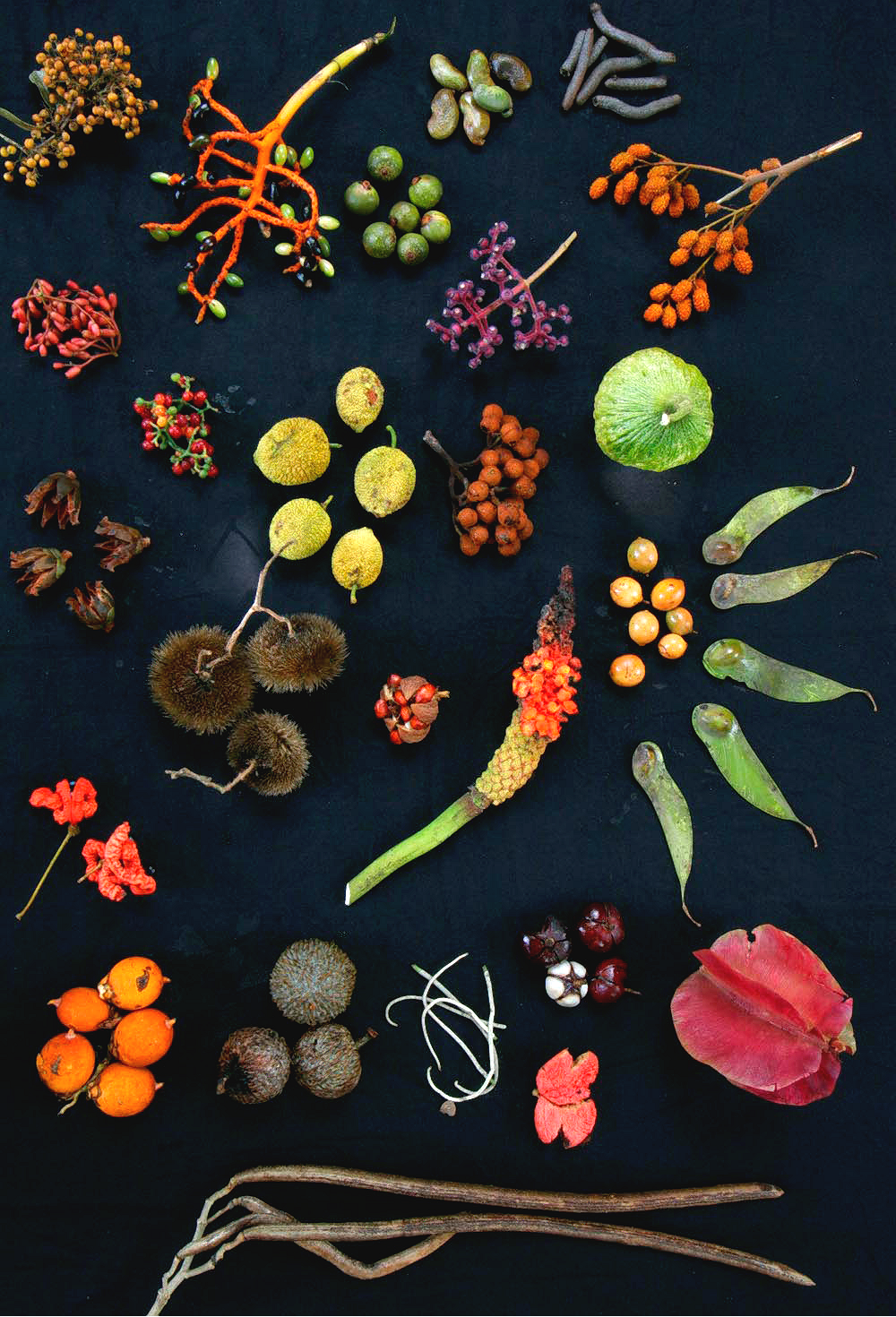
Diferentes frutas de Barro Colorado, Panamá.

La composición química de la fruta depende sobre todo del tipo y del grado de maduración.
- Agua: Más del 80 y hasta el 90 % de la composición de la fruta es agua. Debido a este alto porcentaje de agua y a los aromas de su composición, la fruta es muy refrescante.[7]
- Glúcidos: Entre el 5 y el 18 % de la fruta está formado por carbohidratos. El contenido puede variar desde un 20 % en el plátano hasta un 5 % en el melón, sandía y fresas. Las demás frutas tienen un valor medio de un 10 %. El contenido en glúcidos puede variar según la especie y también según la época de recolección. Los carbohidratos son generalmente azúcares simples como fructosa, sacarosa y glucosa, azúcares de fácil digestión y rápida absorción. La presencia de almidón se verifica en fruta climatérica aún inmadura; con la maduración, se produce la hidrólisis del almidón en azúcares simples. El valor calórico vendrá determinado por su concentración en azúcares, oscilando entre 30-80 Kcal/100 g.[7]
- Fibra: Aproximadamente el 2 % de la fruta es fibra dietética. Los componentes de la fibra vegetal que nos podemos encontrar en la fruta son principalmente pectinas y hemicelulosa.[8] La piel de la fruta es la que tiene mayor concentración de fibra, pero también es donde nos podemos encontrar con algunos contaminantes como restos de insecticidas, que son difíciles de eliminar si no es con el pelado de la fruta. La fibra soluble o gelificante como las pectinas forman con el agua mezclas viscosas. El grado de viscosidad depende de la fruta de la que proceda y del grado de maduración. Las pectinas desempeñan por lo tanto un papel muy importante en la consistencia de la fruta.
- Vitaminas: Como los carotenos, vitamina C, vitaminas del grupo B. Según el contenido en vitaminas podemos establecer dos grandes grupos de fruta:
  - Rica en vitamina C: contienen 50 mg/100. Entre esta fruta se encuentra los cítricos, también el melón, las fresas y el kiwi.
  - Ricas en vitamina A: Son ricas en carotenos, como los albaricoques, melocotón y ciruelas.
- Sales minerales: Al igual que la verdura, la fruta son ricas en potasio, magnesio, hierro y calcio. Las sales minerales son siempre importantes pero sobre todo durante el crecimiento para la osificación. El mineral más importante es el potasio. Las que son más ricas en potasio son el plátano y en menor medida la fruta de hueso como el albaricoque, cereza, ciruela, melocotón, etc.
- Lípidos: La mayor parte de la fruta tiene contenido en grasas bajo, oscilando entre el 1 y el 2 %. Como excepción tenemos frutas grasas como el aguacate que posee un 16 % de lípidos y el coco que llega a tener hasta un 60 %. El aguacate contiene ácido oleico que es un ácido graso monoinsaturado, pero el coco es rico en grasas saturadas como el ácido palmítico. Al tener un alto valor lipídico tienen un alto valor energético de hasta 200 Kilocalorías/100gramos. Pero la mayor parte de la fruta es hipocalórica con respecto a su peso.
- Proteínas: Los compuestos nitrogenados como las proteínas son escasos en la parte comestible de la fruta, aunque son importantes en las semillas de algunas de ellas. El contenido de  proteínas puede estar entre 0,1 y 1,5 %.
- Aromas y pigmentos: La fruta contiene ácidos y otras sustancias aromáticas que junto al gran contenido de agua de la fruta hace que ésta sea refrescante. El sabor de cada fruta vendrá determinado por su contenido en ácidos, azúcares y otras sustancias aromáticas. El ácido málico predomina en la manzana, el ácido cítrico en naranjas, limones y mandarinas y el ácido tartárico en la uva. Por lo tanto los colorantes, los aromas y los componentes fenólicos astringentes aunque se encuentran en muy bajas concentraciones, influyen de manera crucial en la aceptación organoléptica de la fruta.

## Consumo

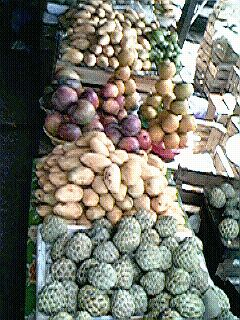
Fruta tropical.

La fruta pertenece al grupo 5 de la rueda de alimentos, ricos en azúcares, vitaminas C y A y sales minerales, representada en dicha rueda de color verde. Por su alto contenido en vitaminas y sales minerales pertenece al grupo de alimentos reguladores. La fruta se localiza en el segundo piso de la pirámide de alimentos, es decir, que se recomienda la ingesta de 4 piezas de fruta en niños y 2 piezas en el adulto al día. A pesar de que en la clasificación general por grupos, la verdura y la fruta están en grupos diferentes, los nutrientes que contienen son similares, aunque en el caso de la fruta el contenido en hidratos de carbono es más elevado y ello la convierte en un alimento un poco más energético. Por lo tanto:
- Es un alimento de bajo valor calórico, ya que casi el 80 % de su composición es agua, y se recomienda en las dietas para combatir la obesidad. Es preferible comer una pieza de fruta antes que una pieza de bollería.
- Contiene fibra dietética que nos aporta múltiples beneficios como por ejemplo contra el estreñimiento y la diverticulosis.[9]
- La fruta contiene múltiples micronutrientes que actúan sinérgicamente como antioxidantes y parece que son sustancias protectoras contra el cáncer, demostrado en estudios epidemiológicos en el cáncer de próstata y cáncer de colon. Además protege de múltiples enfermedades crónicas como la arteriosclerosis y la diabetes mellitus.

La fruta no puede ser substituida por otros postres más modernos sin desequilibrar nuestra alimentación. Forma parte de nuestro comportamiento alimentario tomar fruta después de las principales comidas, aunque hoy día se sustituye con frecuencia por productos lácteos, es preciso decir que esta sustitución no es adecuada si se hace de forma habitual, debiendo hacerse solo en ocasiones especiales. El consumo adecuado de fruta recomendado, por la OMS es de 5 porciones diarias.

### Proceso de maduración y evolución
Las transformaciones que se producen en las frutas debido a la maduración son:
- Degradación de la clorofila y aparición de pigmentos amarillos nombrados carotenos y rojos, denominados antocianos.
- Degradación de la pectina que forma la estructura.
- Transformación del almidón en azúcares y disminución de la acidez, así como pérdida de la astringencia.

Estas transformaciones pueden seguir evolucionando hasta el deterioro de la fruta. El etileno es un compuesto químico que genera la fruta antes de madurar y es fundamental para que la fruta madure. El etileno es un compuesto derivado halogenado. En la fruta madura su presencia determina el tiempo de la maduración, por lo que el control de su producción será clave para su conservación. En las no climatéricas la presencia de etileno provoca una intensificación de la maduración.
La manipulación de la maduración se puede hacer modificando la temperatura, la humedad relativa y los niveles de oxígeno, dióxido de carbono y etileno.

### Proceso de conservación
La fruta debe ser consumida, principalmente como fruta fresca. Un almacenamiento prolongado no es adecuado; tampoco sería posible para algunos tipos de fruta, como las cerezas o las fresas. Muchas especies de fruta no pueden ser conservadas frescas, porque tienden a descomponerse rápidamente. Para la conserva o almacenamiento de la fruta hay que tener en cuenta que la temperatura ambiental elevada favorece la maduración ya que la temperatura demasiado alta puede afectar al aroma y al color. La fruta que se almacena debe estar sana, no deteriorada y exenta de humedad exterior. No se aconseja guardar juntas diferentes variedades de fruta ni esta con hortalizas, sobre todo con la patata, ya que se piensa que puede influir en la maduración. Tampoco deben guardarse las manzanas junto con las zanahorias porque hacen que estas últimas se pongan amargas. No se aconseja guardar los plátanos en la nevera porque el aroma y el aspecto se deterioran. El resto de la fruta si puede guardarse en el frigorífico. Se recomienda guardar la fruta delicada como máximo dos días, una semana la fruta con hueso, y unos diez días los cítricos maduros. Las manzanas y peras pueden guardarse algunos meses en una habitación fresca a unos 12 grados, aireada y oscura con un 80 y 90 % humedad.
En la conservación a gran escala o industrial de la fruta el objetivo más importante para alcanzar dicha conservación será el control de su respiración, evitando la maduración de la fruta climatérica e intentando que la maduración de la fruta no climatérica sea lo más lento posible. La fruta antes de madurar se conserva en ambiente muy pobre en oxígeno, y si es posible con concentraciones altas de anhídrido carbónico. Deben colocarse en lugares oscuros y con temperaturas inferiores a los 20 °C. Estas condiciones controlan la producción de etileno.
La fruta ya madura debe mantenerse en condiciones de poca luz, bajas temperaturas entre 0 y 6 grados centígrados y alta humedad relativa, próxima al 90 %.
Hay que separar la fruta madura de la que no lo está, ya que una sola pieza puede hacer madurar al resto. Especialmente las manzanas, cuando una está podrida hay que separarla inmediatamente y desecharla para que no se pudran las demás.

### Preparación

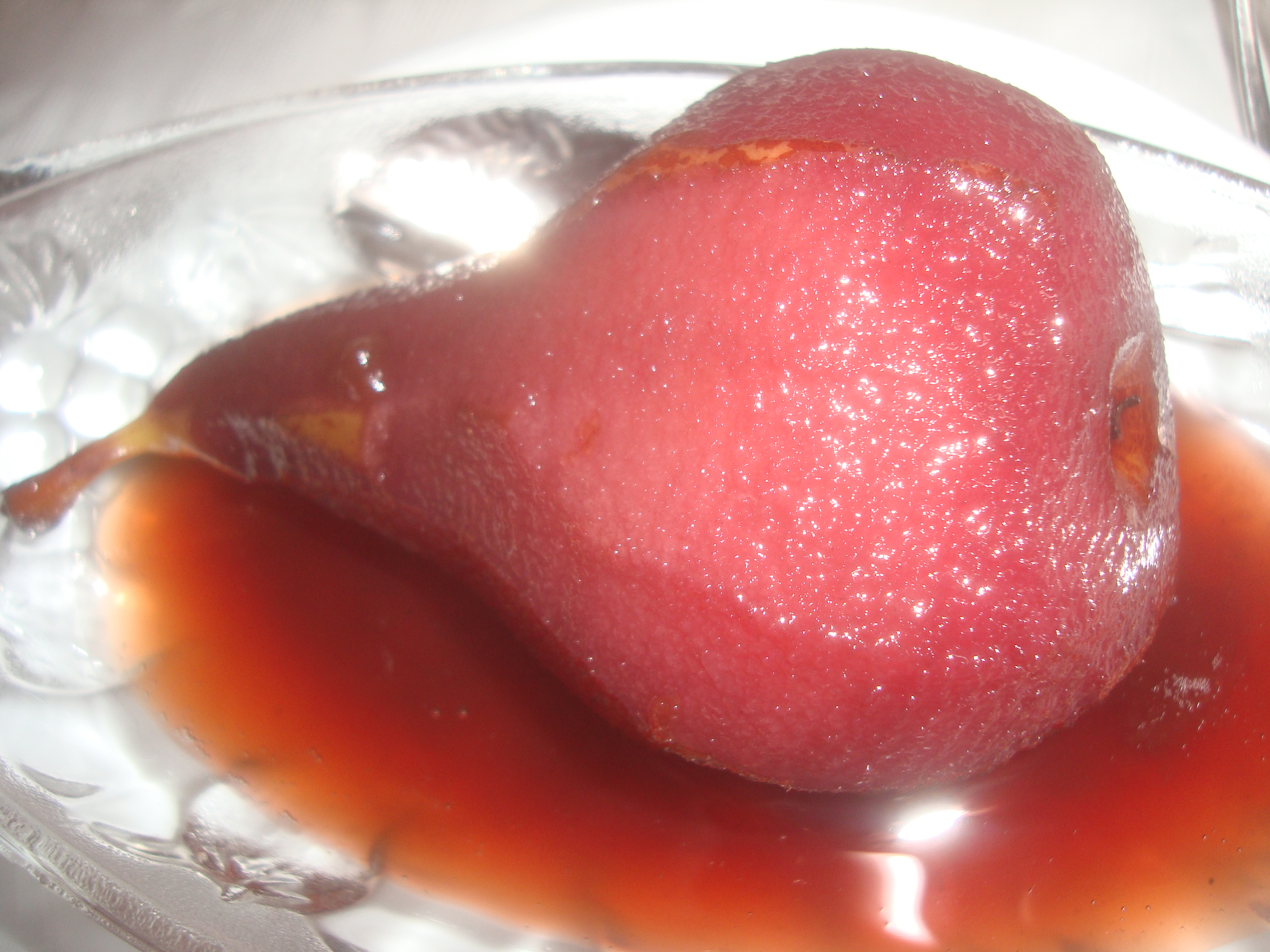
Peras al vino. Pera cocida con azúcar y vino tinto (España).

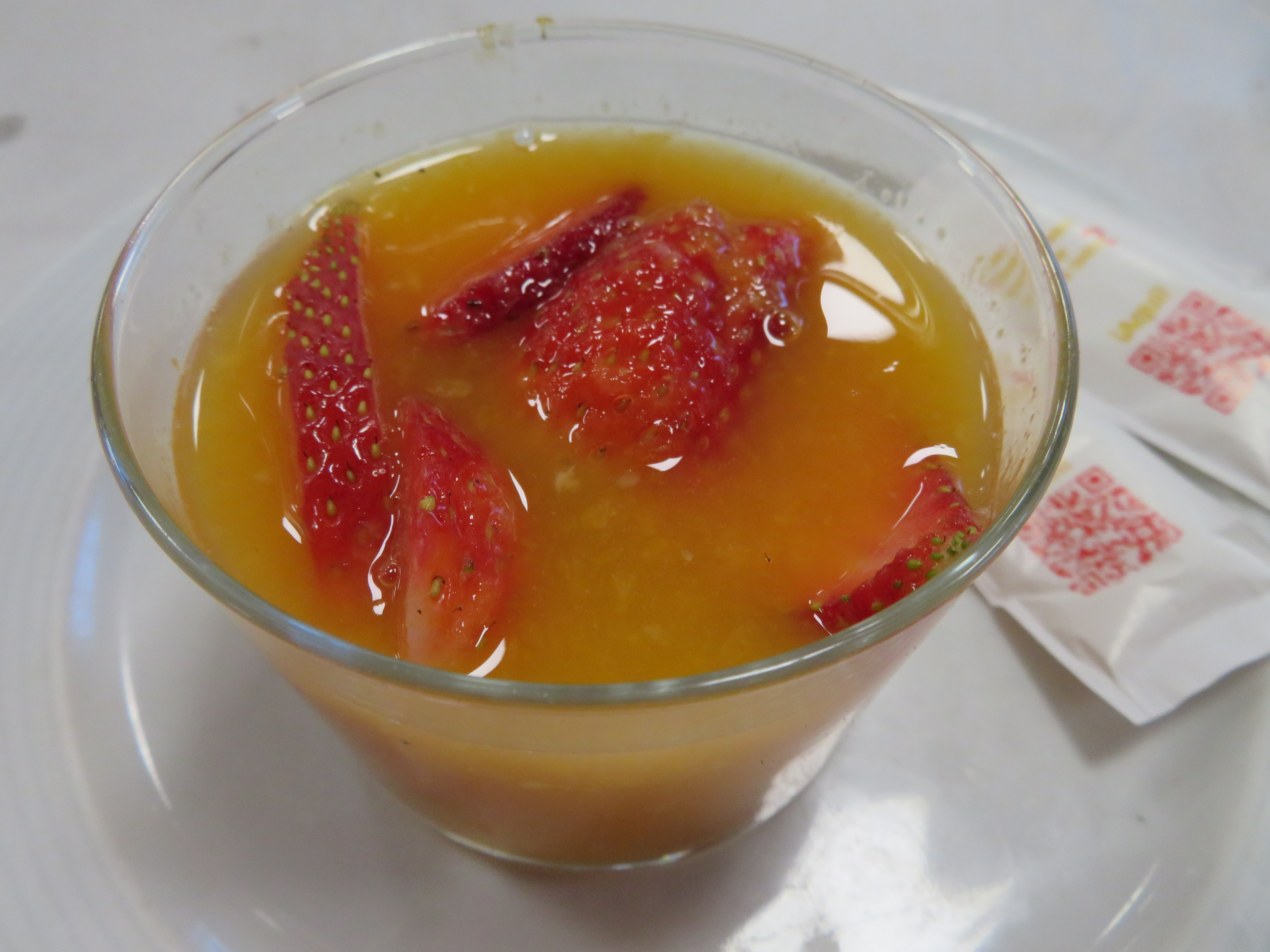
Fresas con zumo de naranja

Para poder disfrutar de fruta todo el año, se procede a su conservación:

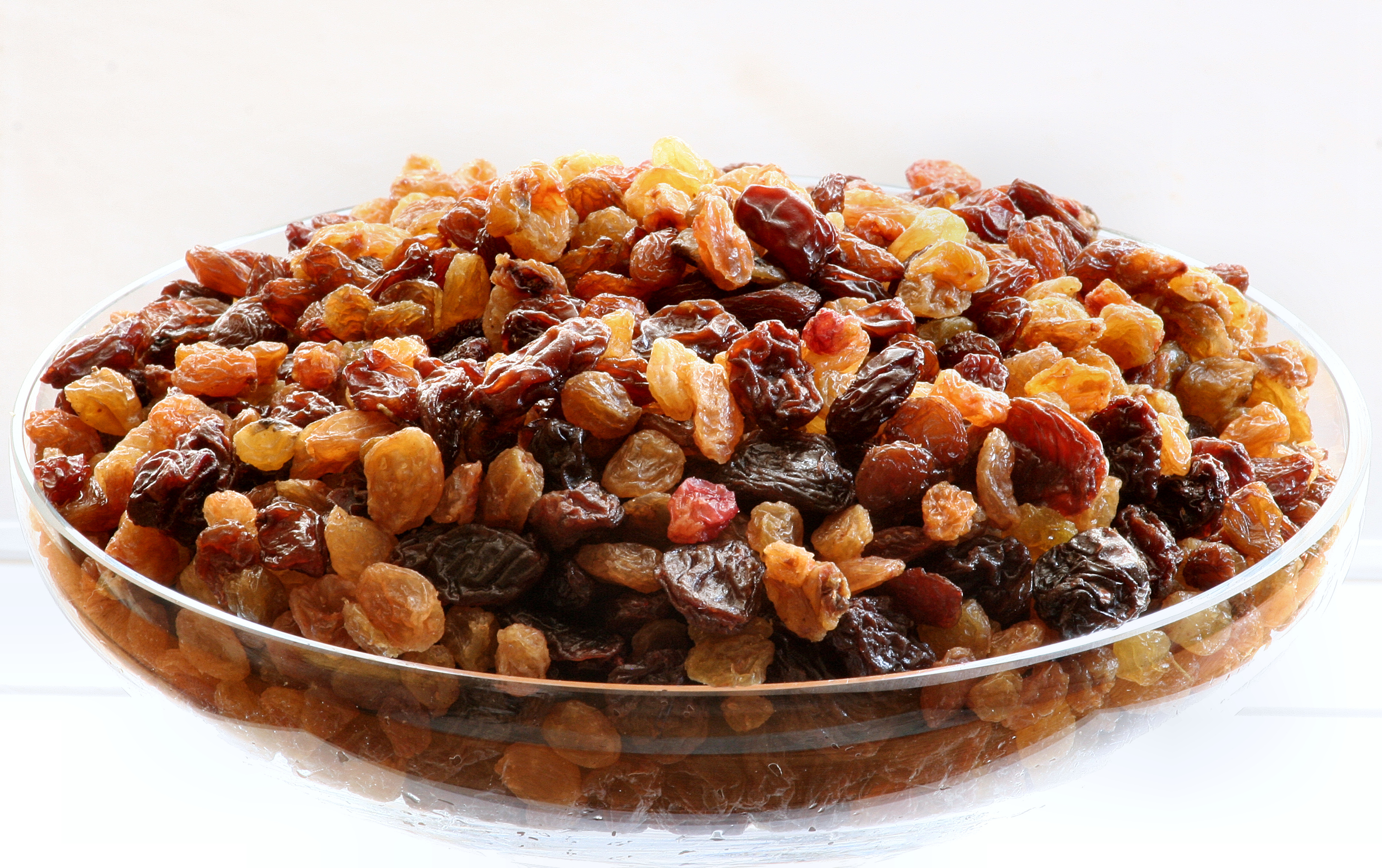
Pasas de corinto y sultanas.

Conserva
En latas o frascos de vidrio calentados en ausencia de aire. Las bacterias son eliminadas por calor y se evita la posterior introducción de las mismas en el recipiente por un cierre hermético al vacío. Por lo general en este caso son cocidas y maceradas en almíbar.
Desecado
Es el método de conservación más económico de fruta, sobre todo para manzanas, ciruelas, albaricoques y uva. Se trocean y se secan al aire. La eliminación del agua de la fruta por desecación constituye un método indicado para inhibir el crecimiento de microorganismos y para inactivar enzimas, si se acompaña de pretratamientos complementarios. La fruta desecada contiene alrededor de un 20 % de agua, 3 % de proteínas, 70 a 5 % de glúcidos asimilables y 3 a 5 % de fibras. Son, por tanto, alimentos ricos en energía y minerales, y si la deshidratación está bien realizada, constituyen una excelente fuente de vitamina A y C. Durante la deshidratación las pérdidas de ácido ascórbico pueden variar entre el 10 y 50 % y las de la vitamina A entre el 10 y el 20 %. El empleo de compuestos azufrados destruye la vitamina B1. La fruta desecada presenta un contenido bajo en humedad, lo que hace que se conserve durante más tiempo y no haya que consumirla recién recolectada.
Azucarado

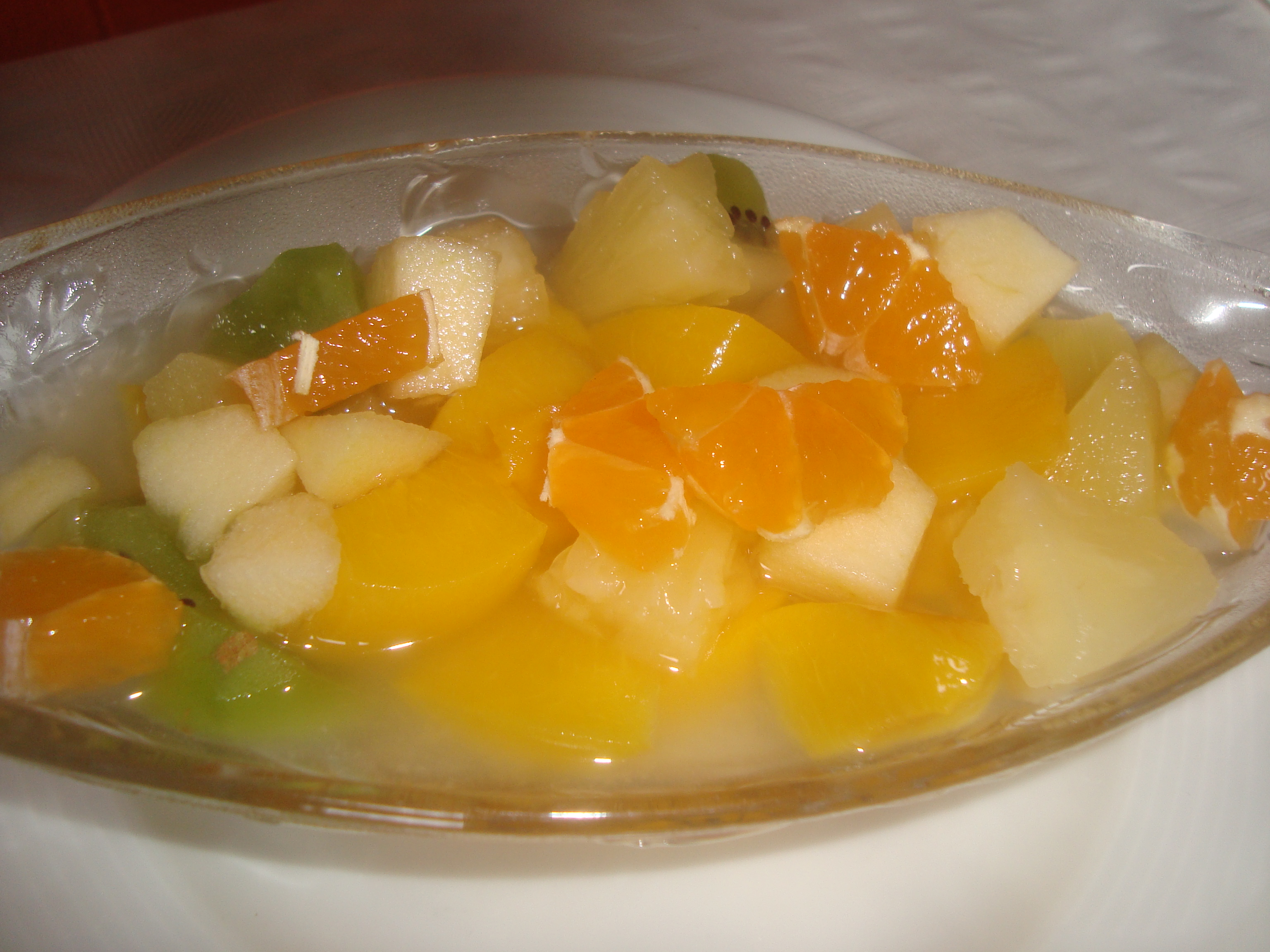
Macedonia de frutas.

Para su preparación se parte en trozos la fruta, se colocan en recipientes limpios y se cubren con capas de azúcar, se cierran los botes y se guardan en lugar fresco. El azúcar extrae la humedad de las bacterias, inhibiendo su desarrollo y reproducción.
Macerado en alcohol
El alcohol es un poderoso desecante, que actuaría igual que en el desecado con azúcar, como por ejemplo en las cerezas al coñac.
La posibilidad de utilizar fruta es aún mayor con las diversas preparaciones de fruta:

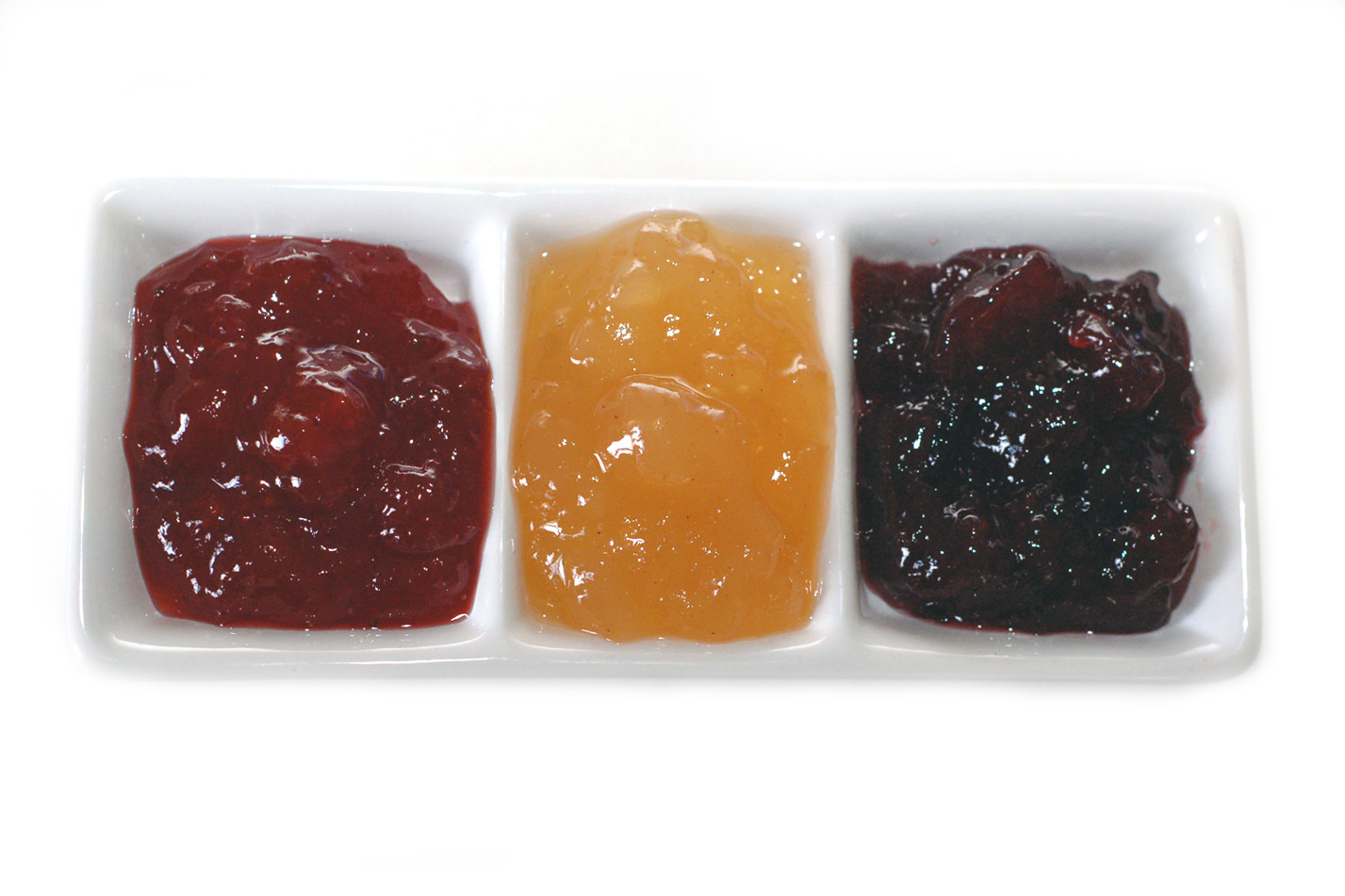
Mermeladas de fresa, membrillo y ciruela.

Mermelada
Son productos de consistencia pastosa y untuosa elaboradas con fruta fresca separada de huesos y semillas, o bien de pulpa de fruta o concentrados de fruta a los que se añade fruta. Estas se trituran y se cocinan con azúcar hasta conseguir una consistencia pastosa. En su elaboración hay que añadir 45 partes de fruta y 55 partes de azúcar. El agregado de colorantes o de jarabe de glucosa como máximo del 12 %, sólo se admite con la correspondiente declaración en la etiqueta. Las mermeladas permiten aprovechar aquellas piezas de fruta demasiado maduras o deterioradas que no sean aptas para presentarlas en la mesa.
Confitura
Se elaboran casi siempre a partir de un solo tipo de fruta, por cocción de la fruta fresca, entera o troceada, a partir de la pulpa de la fruta, pero con agitación. A diferencia de las mermeladas, contienen cuando ya están preparados, trozos enteros de fruta, siendo mermeladas muy finas. El proceso de azucarado y cocción de confituras, mermeladas y jaleas, destruye parcialmente ácido ascórbico, muy oxidable al aire en presencia de hierro. Se admite, en general, que la pérdida de ácido ascórbico en la confitura es del 25 % aproximadamente.
Jalea
Son una preparación de consistencia gelatinosa y untuosa, elaboradas a partir de jugos o extractos de fruta fresca por cocción con igual cantidad de azúcar. El azúcar constituye la mayor parte del valor energético de este tipo de derivados de fruta.
Bebida de frutas
Se obtienen exprimiendo o triturando las piezas de fruta y añadiendo agua y azúcar. El valor nutritivo de las bebidas de fruta depende sobre todo de la especie de fruta utilizada, de los métodos de procesamiento y del grado de dilución. El contenido en vitaminas es inferior al de la fruta fresca y estas pérdidas depende también del tipo de fruta. Así por ejemplo, a la misma temperatura de almacenamiento, la pérdida de ácido ascórbico es mayor en el zumo de naranja que en el de pomelo, debido a reacciones no enzimáticas. En la preparación de néctares, solo se retira parte de la fibra; y su valor calórico es mayor que el de los zumos debido a la adición de azúcar (salvo que este último elemento se sustituya por algún edulcorante como sucralosa o estevia).

## Producción
La India lidera la producción mundial de fruta a gran escala, posible gracias a su clima húmedo, seguida de Vietnam y China.
| País | Producción (miles de dól. int.) | Nota | Producción (MT) | Nota |
| --- | ------------------------------- | ---- | --------------- | ---- |
| India | 1.052.766                       | C    | 6.600.000       | F    |
| Vietnam | 438.652                         | C    | 2.750.000       | F    |
| China | 271.167                         | C    | 1.790.000       | F    |
| Indonesia | 255.216                         | C    | 1.600.000       | F    |
| Nigeria | 223.314                         | C    | 1.400.000       | F    |
| Irán | 223.314                         | C    | 1.400.000       | F    |
| Birmania | 183.436                         | C    | 1.150.000       | F    |
| Papúa Nueva Guinea | 129.203                         | C    | 810.000         | F    |
| Nepal | 82.945                          | C    | 520.000         | F    |
| Corea del Norte | 78.160                          | C    | 490.000         | F    |
| Sin símbolo = dato oficial, F = estimación FAO, * = Dato inoficial, C = dato calculado; La producción en miles de dólares internacionales está calculada según precios internacionales de 1999-2001 Fuente: Organización de las Naciones Unidas para la Alimentación y la Agricultura: Dirección de estadística |                                 |      |                 |      |

Por otra parte, respecto a la fruta tropical, Filipinas es el principal productor, seguido de Indonesia e India.
| País | Producción (miles de dól. int.) | Nota | Producción (MT) | Nota |
| --- | ------------------------------- | ---- | --------------- | ---- |
| Filipinas | 389.164                         | C    | 3.400.000       | F    |
| Indonesia | 377.718                         | C    | 3.300.000       | F    |
| India | 335.368                         | C    | 2.930.000       | F    |
| China | 177.413                         | C    | 2.164.000       | F    |
| Tailandia | 83.556                          | C    | 730.000         | F    |
| Pakistán | 60.893                          | C    | 532.000         | F    |
| Brasil | 55.513                          | C    | 485.000         | F    |
| Bangladés | 31.934                          | C    | 279.000         | F    |
| México | 28.615                          | C    | 250.000         | F    |
| Sin símbolo = dato oficial, F = estimación FAO, * = Dato inoficial, C = dato calculado; La producción en miles de dólares internacionales está calculada según precios internacionales de 1999-2001 Fuente: Organización de las Naciones Unidas para la Alimentación y la Agricultura: Dirección de estadística |                                 |      |                 |      |

## Efecto en la salud
Efecto laxante

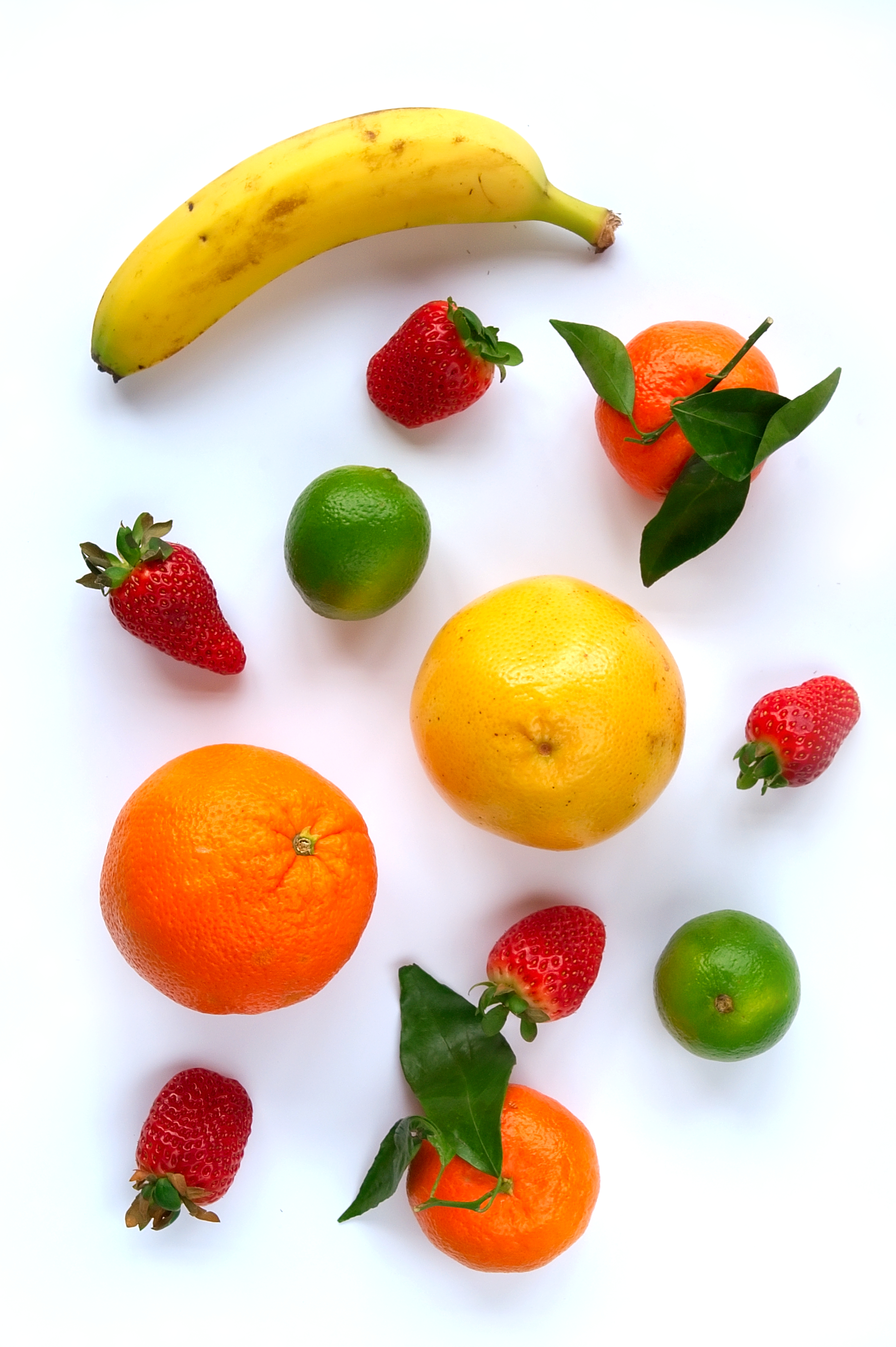
Cada fruta tiene un índice glucémico diferente, combinado con proteínas o grasas puede ser modificado para mejorar el metabolismo de la glucosa. En esta imagen hay limas, naranjas, fresas, un plátano y un limón y algunas hojas

La fruta se ha considerado como un coadyuvante para prevenir el estreñimiento. La fibra dietaria o alimentaria presente en ellas, se consideran la clave para esta propiedad. Pueden tener dos tipos de fibra la soluble y la insoluble. La cantidad promedio que aporta de fibra la fruta oscila en 9 gramos por 100 gramos. Existen otros compuestos que pueden ser laxantes, como el sorbitol o compuestos fenólicos; la fruta recomendada para este efecto son las ciruelas pasas (frescas o en zumo), tienen alto contenido de sorbitol (dosis laxante hombres 0,4 g/kg, mujeres 1 g/kg).
Fruta y cardiopatías
Las enfermedades cardiovasculares (enfermedad coronaria o infarto al miocardio), tienen una estrecha relación de incidencia con los hábitos dietéticos, muchos estudios reportan especial atención al consumo de fruta y verdura en cuanto a los altos beneficios, ya que aportan ciertas sustancias, como antioxidantes, folatos, fibra, potasio, flavonoides y otros fitoquímicos (licopeno); los cuales intervienen en mecanismos para el control de hipertensión arterial, dislipidemias, control de procesos oxidativos (formación de radicales libres) responsables del desarrollo de la enfermedad cardiovascular.
Las recomendaciones del ACC/American Heart Association basan el tratamiento en cambios del estilo de vida, para la Disminución y control de la hipertensión arterial y lipoproteínas de baja Densidad, dentro de estos cambios se hace hincapié en el aumento del consumo de fruta, vergetales y cereales de grano entero.
Fruta y cáncer
Varios estudios prospectivos, multicentricos, han mostrado la evidencia significativa de una correlación inversa entre consumo de fruta y verdura y el riesgo de padecer cáncer. Por ello en 1997 el World Cancer Research Fund, estableció la siguiente recomendación ¨comer entre 400-800 g o 5 o más porciones al día de una variedad de vegetales y frutas a lo largo del todo el año¨.
La fruta es una fuente importante de vitamina C y otros antioxidantes, como carotenoides, polifenoles y flavonoides; en un metaanálisis se estimó una reducción significativa del riesgo del 28 %/100 g diarios de fruta consumida . Cuando el análisis se restringió a los cítricos, la reducción significativa del riesgo fue del 25 %/50 g/día de fruta consumida. En la cohorte europea European Prospective Investigation into Cancer and Nutrition (EPIC) se observó un 40 %  de disminución significativa del riesgo para el quintil superior de consumo de fruta respecto al menor, las frutas cítricas particularmente reporto reducción del 24 %.
Fruta y metabolismo de la glucosa
Los estudios experimentales han demostrado que una alta ingesta de fibra reduce la concentración de glucosa e insulina en sangre de personas diabéticas y produce una baja tolerancia a la glucosa.  Los alimentos con índice glicémico bajo, sin relación a su contenido de fibra en particular, se asocian con una mejor respuesta de la glucosa postprandial y con una mejora global del control de la glucemia.
Fruta y obesidad
El consumo alto de fruta y verdura en personas con obesidad, asegura la disminución de un 30 % de la ingesta calórica diaria, pero no afecta la palatabilidad y la sensación de saciedad de las mismas. Pero el alto contenido de fibra insoluble de algunas piezas de fruta puede ayudar a controlar la saciedad, mediante el enlentecimiento del vaciamiento gástrico.